# Das Teufelsweib
Das Teufelsweib ist ein Thriller der Regisseure Oliver Berben, Gerd Roman Frosch und Carl-Friedrich Koschnick aus dem Jahr 2000. In der Hauptrolle verkörpert Iris Berben die schöne und leidenschaftliche, jedoch auch skrupellose Lea Hoffmann.

## Handlung
Lea findet den Architekten Maximilian sehr attraktiv, und ihr Mann Paul hat eine hohe Lebensversicherung von fünf Millionen D-Mark zu ihren Gunsten abgeschlossen. Lea stiftet Maximilian erfolgreich dazu an, ihren ihr lästig gewordenen Ehemann umzubringen, und führt dann mit ihm zusammen ein Luxusleben. Doch dann erscheint ein Detektiv und beginnt, den beiden unangenehme Fragen zu stellen.

## Produktionsnotizen
Der Film hatte am 31. Oktober 2000 in Deutschland seine Premiere im deutschen Fernsehen.

## Kritiken
„Spannendes, sexy Dreiecksdrama“